# Відін (еялет)
43°59′00″ пн. ш. 22°52′00″ сх. д. / 43.98333333° пн. ш. 22.86666667° сх. д.
Еялет Відін (осман. ایالت ویدین) — адміністративно-територіальна одиниця Османської імперії. Існував у 1846—1864 роках. Утворився з частини Монастирського еялету. У 1864 році увійшов до складу Дунайського вілайєту.

## Історія
У 1393 році було встановлено зверхність Османів над Відінським царством. У 1397 році приєднано до Османської імперії, перетворено на санджак з адміністративним центром у м. Відін. Санджак входив до складу Румелійського бейлербейства (згодом еялету). Стратегічно вигідне становище перетворило Відінський санджак на базу для наступу на дунайські князівства. Надалі стала важливою фортецею у війнах з Австрією та Росією.
У 1769 році його захопили австрійці, а 1770-го відвоювали османські війська. Слідом за цим санджакбей отримав титул паші зі статусом трибунчужного візира. Таким чином утворився Відінський пашалик. З кінця XVIII ст. є місцем розташування митрополита Болгарії. У 1793—1807 роках тут існувала напівнезалежна держава на чолі з санджакбеєм Осман Павенантґлу. Згодом перетворилася на опору сербських повстанців. Лише у 1813 році тут відновлено владу султана.
У 1846 році внаслідок реформування з еялету Монастир було утворено окрему Відінську провінцію (еялет). Вона складалася з 3 санджаків — Відінського, Ломського та Тирновського (сучасна північна Болгарія). Завданням паші був захист дунайського кордону від проникнення гайдуків та революціонерів з території Валахії до Болгарії чи Сербії.
Під час Кримської війни з Російською імперією звідси рушали війська на територію Валахії та Молдавії, а міста Лом і Відін базами з постачання харчів, зброї та підкріплень. У 1864 році в рамках загальної адміністративної реформи відінський еялет став частиною новоствореного Дунайського вілайєту.

## Структура
Складався з 3 санджаків: Відін, Тирново, Лом.